# Palácio Presidencial (Bissau)

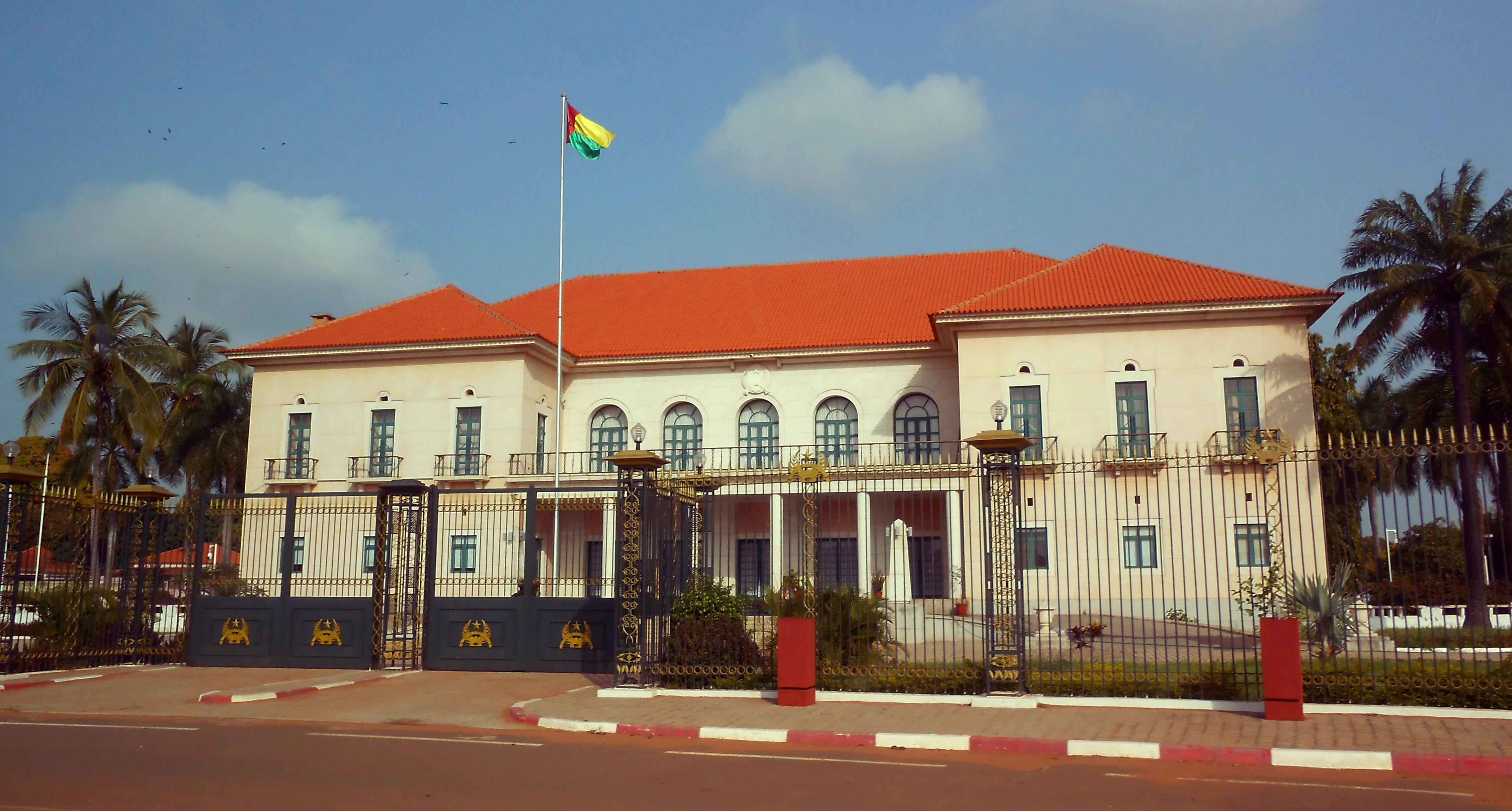
Der Präsidentenpalast 2017

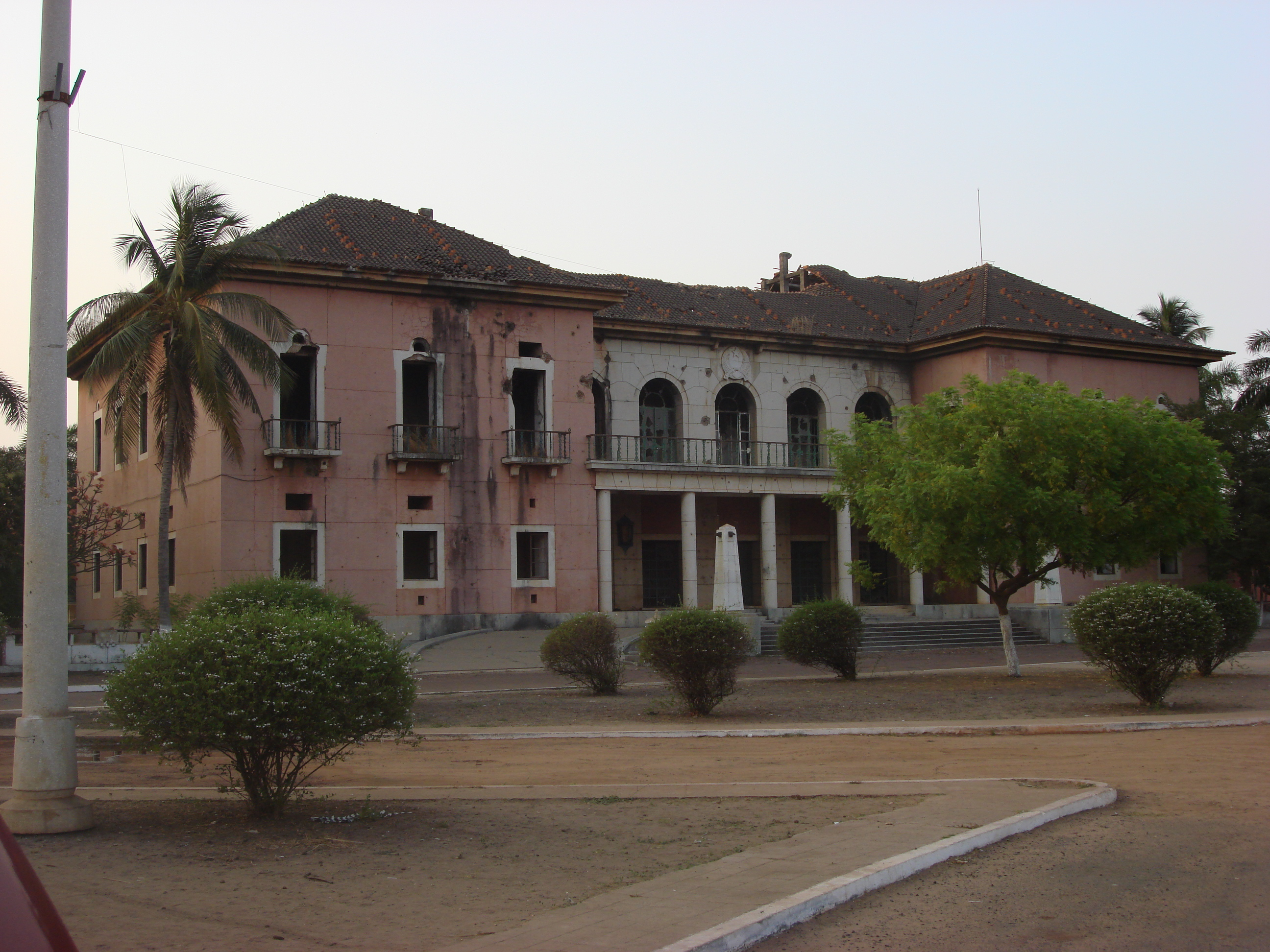
Präsidentenpalast 2007, nach Bombardierungen im Bürgerkrieg 1998 zerstört

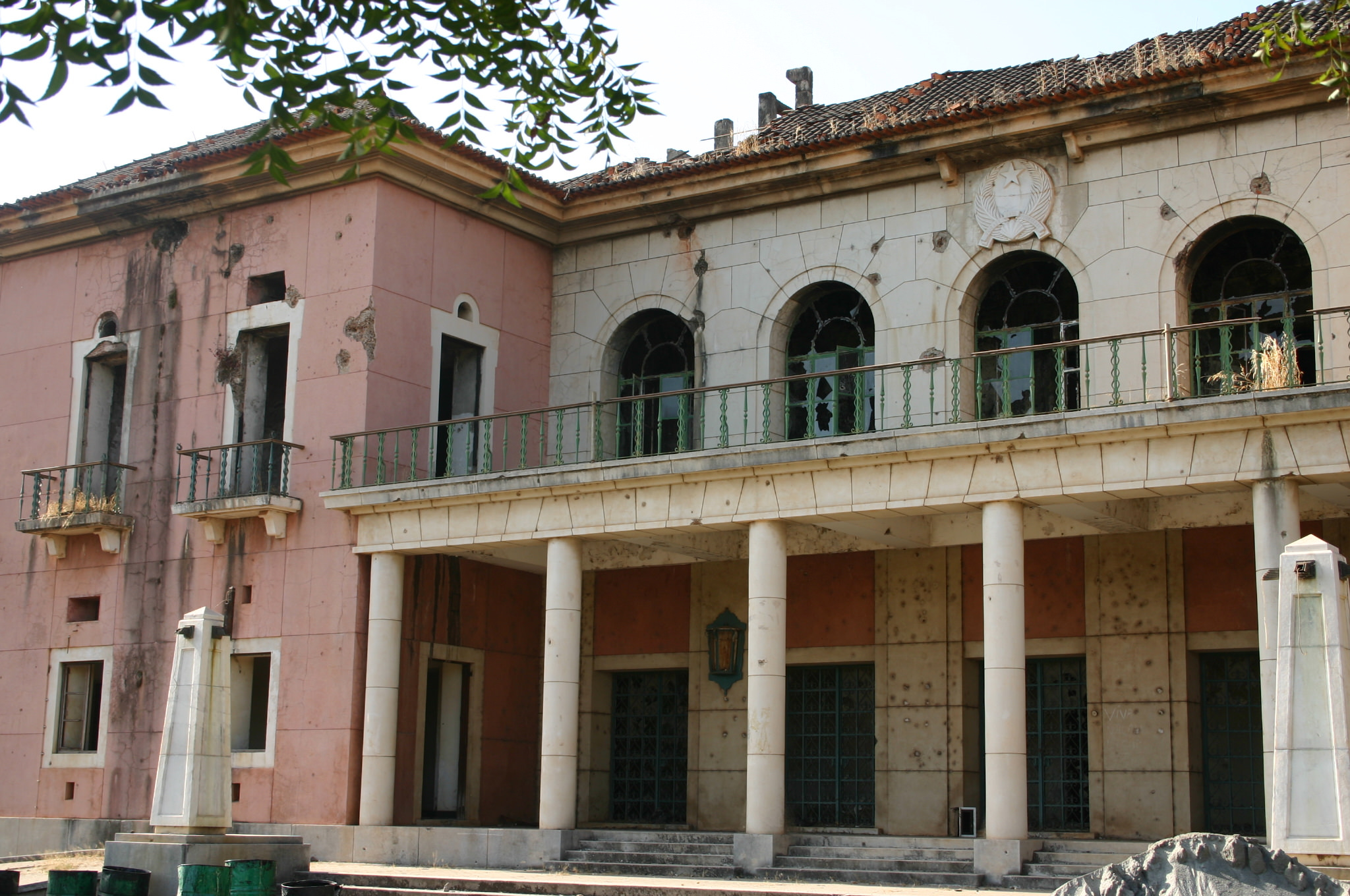
Eingangsbereich des Palastes (2007)

Der Palácio Presidencial da Guiné-Bissau, zu Deutsch „Präsidentenpalast von Guinea-Bissau“, in Bissau ist der Amtssitz des Staatspräsidenten von Guinea-Bissau. Das Gebäude, ursprünglich Sitz des portugiesischen Kolonialgouverneurs der Kolonie Portugiesisch-Guinea, wurde in den 1930er Jahren errichtet und befindet sich in der Avenida Amílcar Cabral zugewandt zum Praça dos Herois Nacionais, dem früheren Praça do Império.

## Geschichte
Der Ursprung des Gebäudes ist nicht eindeutig, nach Quellen muss es in den 1930er Jahren errichtet worden sein. Rolando Ferreira de Barros beschrieb es, laut HPIP, als „komplett disharmonisch“. 1942 erarbeitete Carlos Ramos Pläne für einen Umbau, die jedoch nicht umgesetzt wurden.
1944 gründete der portugiesische Staat die Abteilung Gabinete de Urbanização Colonial (GUC) innerhalb des Ministeriums für die portugiesischen Kolonien mit dem Ansinnen, diese stärker zu urbanisieren und elementare Bauwerken in diesen zu errichten. Der 1945 zum Gouverneur der Kolonie ernannte General Sarmento Rodrigues nutzte die Neugründung der Abteilung, um gezielt für einen Ausbau der Infrastruktur in Portugiesisch-Guinea und vor allem in der Hauptstadt Bissau zu werben. Neben zahlreichen anderen Bauwerken wies Sarmento Rodrigues den Umbau des Gebäudes zu einem Amtssitz für den Kolonialgouverneur an. Im Zuge dessen erfolgten zwischen 1945 und 1946 starke Umbauten nach Plänen der Architekten João Aguiar José Manuel Galhardo Zilhão. entwarf das Gebäude. Noch 1946 soll der „Gouverneurspalast“ (Palácio do Governador) von Sarmento Rodrigues vor Ende seiner Amtszeit eingeweiht worden sein, anlässlich des 500. Jubiläums der „Entdeckung“ von Portugiesisch-Guinea.
Der Amtssitz folgte der neoklassizistischen Architektur Portugals der 1940er Jahre, erkennbar an der klassischen Dreiteilung des Gebäudes mit einem Haupteingang und zwei Seitenflügeln. Der Haupteingang, erreichbar über wenige Treppenstufen, wird von zwei großen Laternen gesäumt, sechs Säulen teilen den Eingang. Oberhalb des Eingangs befindet sich eine Galerie. 1954 erhielt der Amtssitz eine zusätzliche Laternausstattung des Architekten Mário de Oliveiro, 1962 eine Schutzmauer nach Plänen von Júlio Naya.
Im Zuge der Unabhängigkeit Portugiesisch-Guineas 1974 verließ die portugiesische Kolonialmacht das Land. Der ehemalige Amtssitz des Gouverneurs wurde umgewidmet und ist seitdem Amtssitz des Staatspräsidenten von Guinea-Bissau. 1998, im Zuge des Bürgerkriegs 1998 in Guinea-Bissau (s. Konflikt des 7. Juni 1998), bombardierte die guinea-bissauische Armee den Präsidentenpalast, um den Staatspräsidenten João Bernardo Vieira zum Einlenken zu bewegen. Trotz eines Friedensabkommens stand der Präsidentenpalast für zahlreiche Jahre leer. Erst im Rahmen eines Kooperationsabkommens zwischen Guinea-Bissau und der Volksrepublik China wurde der Palast 2013 innerhalb von 18 Monaten renoviert. Seitdem ist der Palast wieder Sitz des Staatspräsidenten.
Nachdem es 2016 im Zusammenhang mit der Berufung von Baciro Djá zum Premierminister zu Protesten mit Steinwürfen und Polizeieinsätzen vor dem Präsidentenpalast des amtierenden Staatspräsidenten José Mário Vaz gekommen war, wurde das Gebäude erstmals umfassend eingezäunt.
Es ist nicht bekannt, ob der Palast unter Denkmalschutz steht. In der portugiesischen Denkmaldatenbank Sistema de Informação para o Património Arquitectónico (SIPA), das auch Denkmale ehemaliger portugiesischer Kolonien umfasst, ist das Gebäude mit der Nummer 30431 eingetragen.